# Aleja Jerzego Waszyngtona w Warszawie

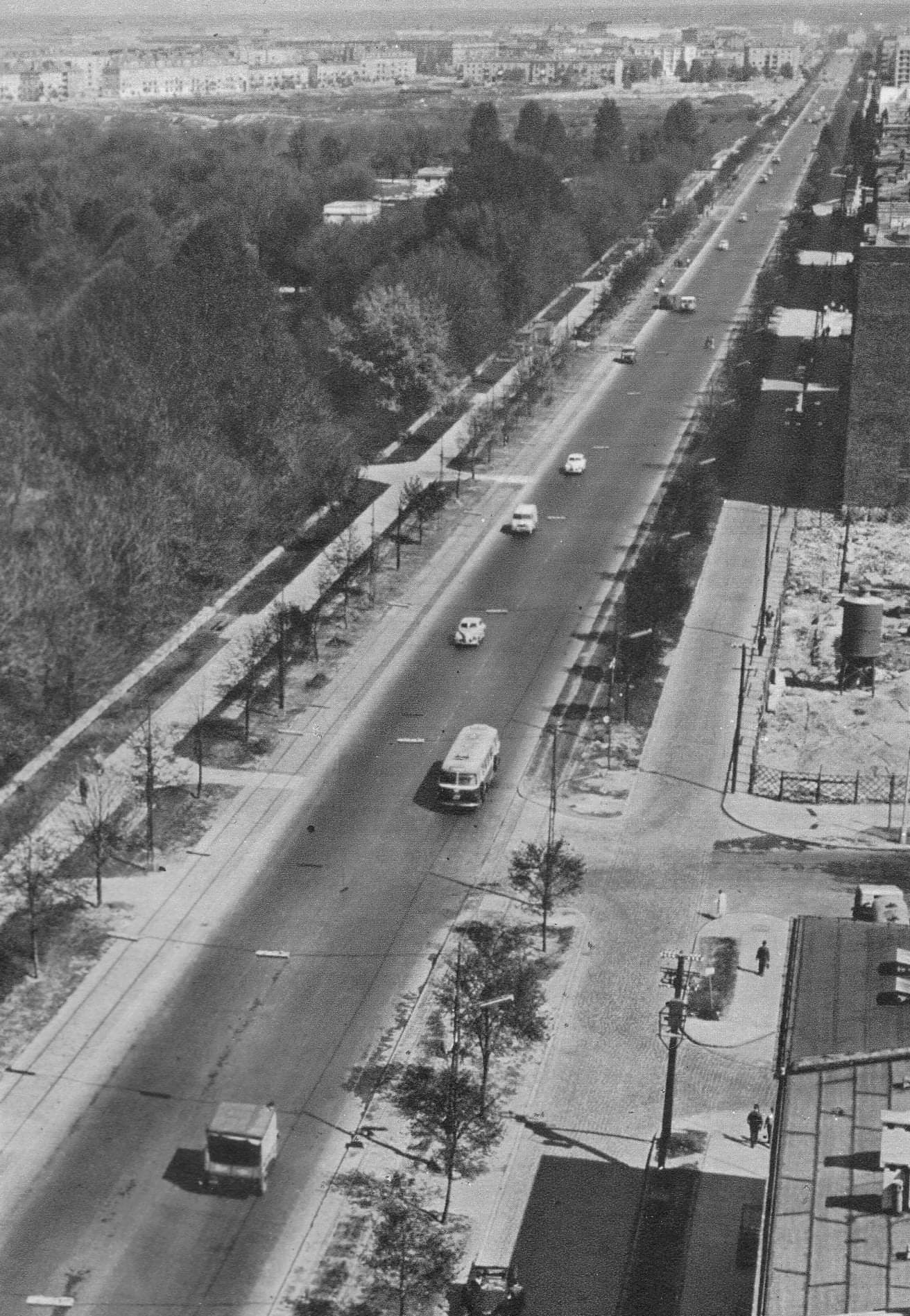
Aleja w latach 60. XX wieku, widok w kierunku ronda Wiatraczna

Aleja Jerzego Waszyngtona – ulica w dzielnicy Praga-Południe w Warszawie.

## Historia
Pierwotnie była to kręta Czerwona Droga usypana w 1914 roku w celach wojskowych jako łącznik do Traktu Brzeskiego z gruzu rozbieranych fortów od mostu na Grochów.
Przed wybuchem I wojny światowej Saską Kępę z Warszawą połączył most Mikołajewski (Poniatowskiego), który po zniszczeniu w 1915 został odbudowany w latach 1921–1927. W okresie tym nastąpił szybki rozwój budownictwa na Saskiej Kępie, czemu towarzyszyło wytyczanie nowych ulic. W 1928 wytyczono w miejscu dawnej polnej Czerwonej Drogi nową ulicę na odcinku początkowo od ul. Saskiej, później od skrzyżowania z al. Poniatowskiego w kierunku Grochowa. Po wydłużeniu alei do długości 2430 m stała się w 1939 trzecią co do długości arterią stolicy (po ul. Marszałkowskiej i al. Niepodległości).
W kwietniu 1932 ulicy nadano nazwę pierwszego prezydenta Stanów Zjednoczonych, Jerzego Waszyngtona
Latem 1939 na ulicy rozpoczęto budowę torów tramwajowych. Przerwaną wybuchem II wojny światowej inwestycję dokończono w czasie okupacji niemieckiej, wiosną 1942 roku. Cechą charakterystyczną ulicy stał się nietypowy dla Warszawy sposób ułożenia torowiska (po dwóch skrajach jezdni; rozwiązanie zastosowane wcześniej m.in. w Alejach Ujazdowskich).
Do 1939 była zabudowana po stronie południowej od ul. Francuskiej do ul. Międzynarodowej oraz między ul. Międzyborską, ul. Grenadierów i ul. Grochowską, choć sama wojna zahamowała budowę wielopiętrowych budynków. We wrześniu 1939 Grochowa bronił od 14 września 21 pułk piechoty Dzieci Warszawy, pierwszą część al. Waszyngtona do Międzynarodowej zaś 336 pułk piechoty, czyli rzut mobilizacyjny 36 pułku piechoty Legii Akademickiej, przed wojną stacjonujący w koszarach praskich. Kluczowym punktem polskiej obrony był zachowany dom nr 104 przy skrzyżowaniu z ul. Międzyborską (tzw. reduta „Skrzyżowanie”, w 1986 roku na budynku odsłonięto tablicę pamiątkową). Zabudowa ulicy ucierpiała również w wyniku niemieckich nalotów.
W 1944 teren ten znalazł się w obszarze walk powstania warszawskiego w pierwszych dniach sierpnia i później w połowie września w czasie zdobywania Pragi przez oddziały radzieckiej 47 i 40 Armii oraz 1 Armii Wojska Polskiego. Po 14 września Saska Kępa została obsadzona oddziałami 2 i 3 Dywizji Piechoty, w parku Skaryszewskim znalazły się stanowiska polskiej artylerii.
W latach 1959−1966 pomiędzy ul. Kinową i ul. Grenadierów zbudowano osiedle 'Kinowa'. Powstał po wojnie projekt wzniesienia na terenach parkowych toru kolarskiego nawiązujący do planów przedwojennych, jednak został zaniechany.
W latach 1962–1963 pod numerem 2b wzniesiono 13-piętrowy wieżowiec z przeszkoloną fasadą zaprojektowany przez Marka Leykama; był to pierwszy wieżowiec w prawobrzeżnej Warszawie.

## Ważniejsze obiekty
- Park Skaryszewski
- Wieżowiec (nr 2b)